# 芒格阿尔多伊
芒格阿尔多伊（Mangaldoi），是印度阿萨姆邦達讓县的一个城镇和行政中心。总人口23854（2001年）。

## 人口
该地2001年总人口23854人，其中男性12476人，女性11378人；0—6岁人口2587人，其中男1323人，女1264人；识字率80.60%，其中男性为84.90%，女性为75.88%。